# ملت پروزاک (فیلم)
ملت پروزاک (انگلیسی: Prozac Nation) یک فیلم در ژانر درام محصول کشور آمریکا است. این فیلم در سال ۲۰۰۱ به کارگردانی اریک شولدبرگ ساخته شد. از هنرپیشگان آن می‌توان به کریستینا ریچی، جیسن بیگز، آن هیش، میشل ویلیامز، جاناتان ریس میرز، و جسیکا لنگ اشاره کرد. داستان این فیلم بر اساس کتاب شرح حالی الیزابت ورتزل که تجربیات نویسنده را در مورد افسردگی غیرقابل توصیف بازگو می‌کند است، که در سال ۱۹۹۴ منتشر شد. پروزاک (Prozac) یک نام تجاری برای داروی ضدافسردگی فلوکستین است.